# Conseil mondial de la paix
 (décembre 2022).
Le Conseil mondial de la paix est une organisation internationale qui a pour objectif la lutte pour la paix, le désarmement général et la promotion des droits fondamentaux contre toute forme d'impérialisme. Le Conseil, qui fut longtemps sous obédience communiste, est l'émanation des directions nationales des mouvements de la paix de tous les pays.

## Historique

### L'entre-deux-guerres
Après la Première Guerre mondiale, diverses initiatives avaient donné lieu à des réunions internationales en faveur de la paix comme le Congrès démocratique international pour la Paix, notamment le sixième congrès organisé à Bierville en août 1926 sur le thème « La Paix par la jeunesse » et qui réunit 5 410 participants (majoritairement des jeunes) de 33 pays dont 59 % sont allemands et 31 % français, venant souvent d'organisations chrétiennes-sociales.

### Le Congrès mondial des intellectuels pour la paix de Wroclaw (25 au 28 août 1948)
En 1948, au début de la guerre froide, suivant la doctrine Jdanov et l'orientation idéologique du Kominform, qui joue le rôle de « guide idéologique », les différents mouvements pacifistes sont appelés à se mobiliser en faveur de la paix. 
Une première initiative pacifiste prend son essor en France dans le giron du Parti communiste, suivie par quelques intellectuels « compagnons de route » et chrétiens de gauche. L’initiative française est relayée par celles d'intellectuels d'Europe centrale, qui organisent après avoir reçu l'accord d'Andreï Jdanov, célèbre  un Congrès des peuples pour la paix en Pologne à Wroclaw du 25 au 28 août 1948.
Commandé par la peur grandissante de l’arme atomique et par la radicalisation du contexte de guerre froide entre les deux ex alliés, ce rassemblement avait officiellement pour ambition de réunir les intellectuels des deux blocs dans « la lutte contre les forces bellicistes ».
L’initiative semble un succès quand se présentent près de 500 délégués représentant une cinquantaine de pays, des personnalités et d’intellectuels de tous horizons[réf. nécessaire]. Cependant, la virulence et l’intransigeance des communistes soviétiques imposent un recentrage vers les thèses de Moscou. Les attaques de l’écrivain Alexandre Fadeïev, chef de la délégation soviétique, contre ses confrères occidentaux sont violentes ; Jean-Paul Sartre est traité de « hyène dactylographe »,. Un manifeste est adopté en fin de congrès qui dénonce la responsabilité belliciste des puissances occidentales.
À l’été 1948, se trouve donc désormais en place le Bureau international de liaison des intellectuels pour la paix, issu du congrès de Wrocław, avec une orientation internationale et résultant déjà directement de l’action du Kominform. Le mouvement mondial des partisans de la paix est créé à ce moment-là, et l'URSS s'impose comme puissance dirigeante naturelle.
Dès sa création, l'accent est mis sur la préservation de la paix, mais aussi sur la promotion de l'indépendance nationale et la lutte contre l'impérialisme, notamment colonial. Le mouvement se retrouve donc enfermé dans la contradiction communiste de l'époque, selon Lilly Marcou. La « politique de la main tendue » défendue par les partis communistes se heurte à l'idéologie anti-occidentale, opposée à la social-démocratie et au titisme, prônée par le Kominform. Cela pousse des membres du mouvement, comme Charles Tillon et Fernando Claudín, à le quitter, estimant qu'il est condamné « à la paralysie et à l’inutilité » par l'influence directe des Soviétiques. 

### Le Congrès mondial des partisans de la paix de Paris (1949)
En avril 1949 a lieu simultanément, à Paris et à Prague, le premier congrès mondial des partisans de la paix. 72 pays sont représentés, mais la France refuse d'accorder un visa aux représentants Soviétiques et des démocraties populaires, ce qui les force à se réunir à Prague. Un manifeste est finalement adopté, au « style stalinien incantatoire » selon l'historienne Lilly Marcou. Il définit comme objectifs la disparition des armes nucléaires, la réduction des forces armées et la « lutte pour l'indépendance nationale ». Dès lors, le Kominform accorde de plus en plus d'importance au mouvement pacifiste dans ses bulletins d'informations, en faisant même de la défense de la paix la « tâche des communistes ». 
Popularisé par la « colombe de Picasso », le Conseil désigne le physicien communiste français Frédéric Joliot-Curie pour en exercer la présidence. Le CMP est soutenu par de nombreuses autres organisations d’obédience communiste, comme la Fédération syndicale mondiale, la Fédération démocratique internationale des femmes (d’Eugénie Cotton) ou la Fédération mondiale de la jeunesse démocratique.

### L'appel de Stockholm
Le 18 mars 1950, le Conseil mondial de la paix lance l'appel de Stockholm qui exige notamment « l'interdiction absolue de l’arme atomique ». Cette initiative est commandée par la peur de la guerre atomique, dans un contexte de guerre froide. L'appel est porté par des intellectuels comme Louis Aragon, Frédéric Joliot-Curie et Pablo Picasso. Joliot-Curie et Jean Laffitte prennent la tête du mouvement. La campagne remporte un franc succès populaire, recueillant, selon ses promoteurs, une dizaine de millions de signatures en France (dont celle du jeune Jacques Chirac), tandis que le Kominform annonce le chiffre (rocambolesque) de 560 millions de signatures en Europe. Le nombre disproportionné de signataires venait de pays socialistes. Pour l'historien Pierre Milza, ces chiffres sont « totalement incontrôlables et de toute évidence hautement fantaisistes ».
Lors du déclenchement de la guerre de Corée, le Mouvement mondial des partisans de la paix (MMPP) prend rapidement position pour la Corée du Nord et soutient les initiatives diplomatiques soviétiques. Il s'empare ensuite du thème de la « lutte contre l'agression américaine en Corée ». 
Un deuxième congrès mondial doit avoir lieu à Sheffield, mais le gouvernement britannique, alors travailliste, annule l'événement et interdit d'entrée une grande partie des délégués, considérant le congrès comme « une entreprise « purement communiste ». Il est donc déplacé à Varsovie. Entre 1950 et 1951, le MMPP se transforme en Conseil mondial de la paix (CMP) ; cette nouvelle organisation tient son premier congrès en février 1951.

### Le Congrès mondial des peuples pour la paix à Vienne (1952)
Organisé du 12 au 19 décembre 1952 par le CMP à Vienne, le IIIe Congrès des peuples pour la paix reflète la réorientation stratégique (voulue par Staline) de la coexistence pacifique, en proposant un congrès plus œcuménique, où sont invitées de nouvelles personnalités comme Sartre, Hervé Bazin…

### De 1956 à nos jours
1956 marque le début de la déstalinisation et d'une nouvelle ère pour le Conseil mondial de la paix, qui s'efface peu à peu. Devenant plus autonome et moins politisé, le CMP engage ponctuellement des actions selon les événements internationaux : en faveur de la décolonisation, contre la guerre du Viêt Nam, pour le désarmement généralisé…
En 2022, la République arabe sahraouie démocratique adhère au CMP.

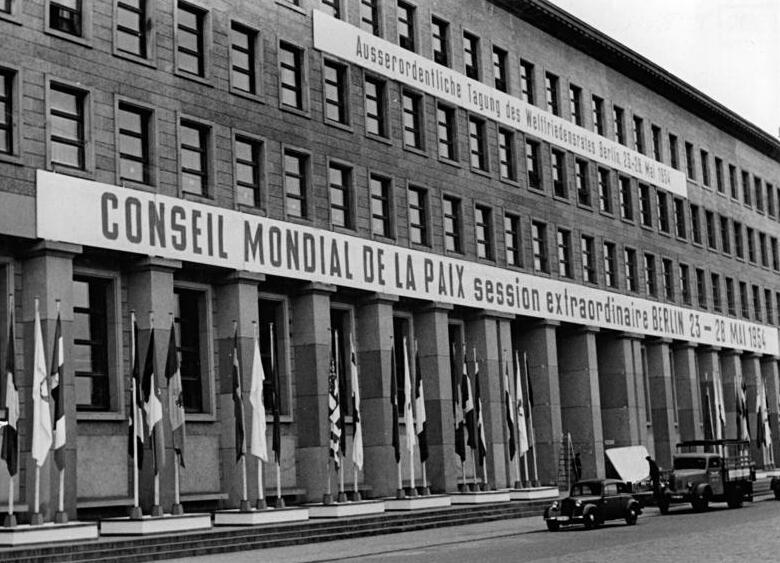
Conseil mondial de la paix session extraordinaire, à Berlin, en 1954.

### Liste des Congrès mondiaux de la paix
- Congrès mondial des intellectuels pour la paix, à Wroclaw, en 1948
- Congrès mondial des partisans de la paix, à Paris et Prague, en 1949
- Congrès mondial des partisans de la paix, à Londres et Varsovie, en 1950
- Congrès des peuples pour la paix, à Vienne, en 1952
- Congrès mondial pour le désarmement et la coopération internationale, à Stockholm, en 1958
- Congrès mondial pour le désarmement général et la paix, à Moscou, en 1962
- Congrès mondial pour la paix, l'indépendance nationale et le désarmement général, à Helsinki, en 1965
- Congrès mondial des forces pacifiques, à Moscou, en 1973
- Congrès mondial pour la paix, à Copenhague, en 1986

### Présidents
- Frédéric Joliot-Curie (1950-1958) (Jean Laffitte, secrétaire général)
- John Desmond Bernal (1959-1965)
- Isabelle Blume (1965-1969)
- Romesh Chandra (en) (secrétaire général de 1966 à 1977, président de 1977 à 1990, président d'honneur ensuite)
- Evangelos Maheras (de) (1990-1993)
- Albertina Sisulu (1993-2002)
- Orlando Fundora López (de) (2002-2008)
- Maria do Socorro Gomes Coelho (de) (2008-2022)
- Pallab Sengupta (depuis 2022)

## Fonctionnement actuel
Après avoir longtemps siégé à Helsinki, le Conseil mondial de la paix dispose depuis 2000 d'un nouveau siège à Athènes et collabore souvent avec l'ONU. Entre 1996 et 2000 lorsque le Mouvement de la paix français assumait le secrétariat exécutif, le siège a été transféré quelques années à Paris.
Ses actions les plus récentes ont concerné la guerre en Yougoslavie (années 1990) et la guerre d'Irak.
Le CMP a créé des prix internationaux de la paix, décernés depuis 1950 pour les meilleures productions artistiques concourant à consolider la paix entre les peuples.